# William Harvey Carney
Pour les articles homonymes, voir Carney.
William Harvey Carney (29 février 1840 - 9 décembre 1908) est un soldat américain de la guerre civile américaine. Né esclave, il reçut la médaille d'honneur (Medal of Honour) en 1900 pour bravoure dans la sauvegarde du drapeau du régiment (drapeau américain) lors de la bataille de Fort Wagner en 1863. L'action pour laquelle il reçut la médaille d'honneur a précédé celle de tout autre récipiendaire afro-américain de la médaille d'honneur ; cependant, sa médaille fut l'une des toutes dernières décernées pour service au cours de la guerre civile. Les Afro-Américains furent décorés de la médaille d'honneur dès avril 1865.

## Biographie
William Harvey Carney est né esclave à Norfolk, en Virginie, le 29 février 1840  La façon dont il est devenu libre n'est pas connue. Selon la plupart des récits, il s'est échappé par le réseau des chemins de fer clandestins et rejoignit son père dans le Massachusetts. D'autres membres de sa famille furent libérés à la suite de la mort de leur maître ou un rachat.

### Guerre civile
Carney rejoint le 54e régiment d'infanterie du Massachusetts en mars 1863  en tant que sergent. Il prend part à l'assaut du 18 juillet 1863 contre le fort Wagner à Charleston, en Caroline du Sud. Ses actions lui valent la Medal of honour (médaille d'honneur) . Lorsque le porte-drapeau est tué, Carney récupère le drapeau américain et continue de marcher malgré de graves blessures. Lorsque les troupes de l'Union sont forcées de battre en retraite, il traverse le champ de bataille pour retourner finalement dans ses propres lignes. Il remit le drapeau à un autre survivant du 54e, en disant: "Les gars, je n'ai fait que mon devoir; ce bon vieux drapeau n'a jamais touché le sol! " . En juin 1864, il est dispensé de service en raison du handicap causé par ses blessures .

### Après la guerre

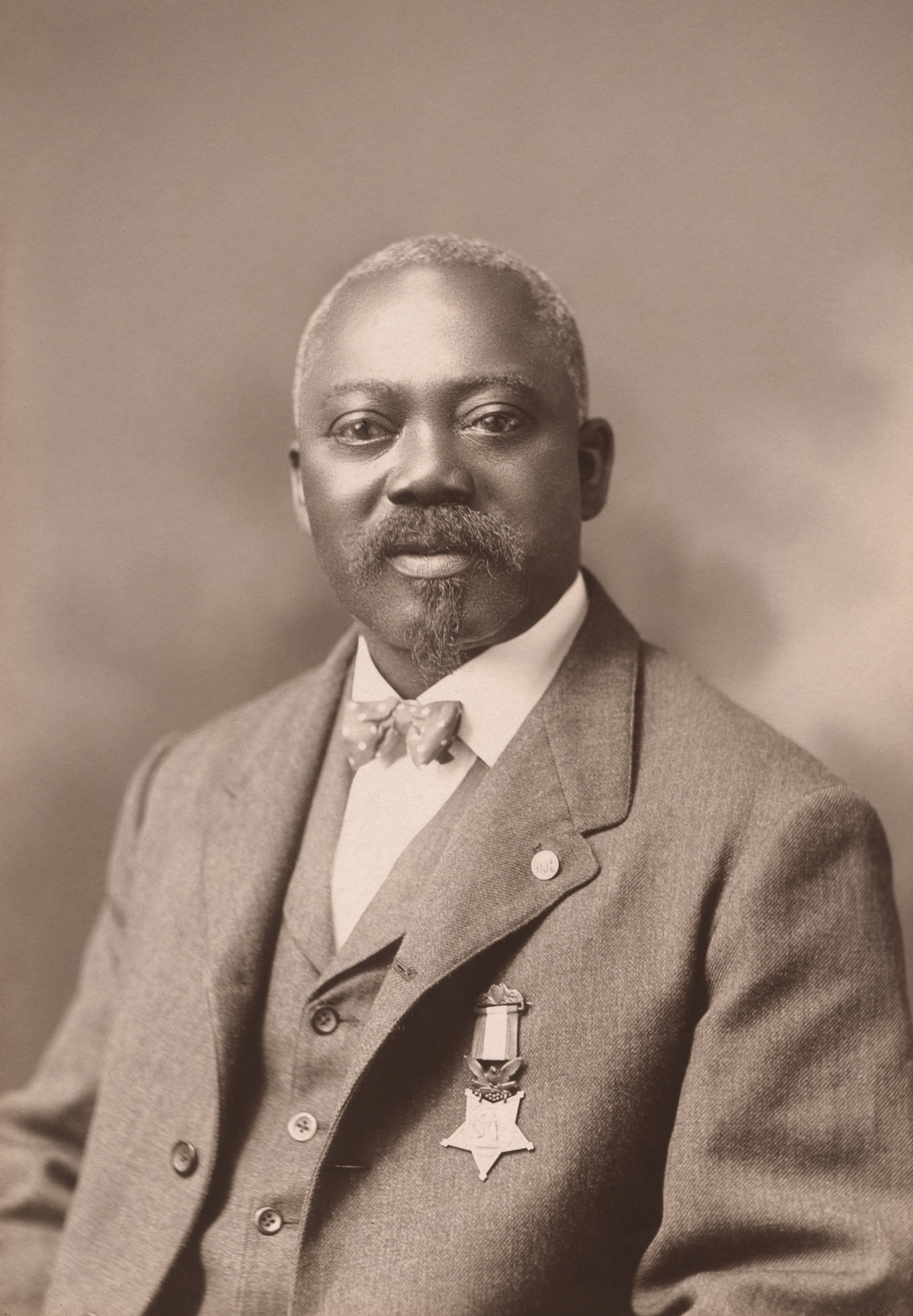
Carney après la guerre civile, portant sa médaille d'honneur

Après avoir quitté l'armée, Carney retourne à New Bedford, dans le Massachusetts, et travaille à l'entretien des lampadaires de la ville. Il devient ensuite facteur pendant trente-deux ans,. Il est l'un des vice-présidents fondateurs de la branche 18 de New Bedford de l'Association nationale des facteurs. En 1890 il épouse Susannah Williams et ils ont une fille, Clara Heronia. Il passe quelques années en Californie, puis revient en 1869 à New Bedford.

Carney fut décoré de la Medal of Honor le 23 mai 1900, soit près de 37 ans après les événements de fort Wagner (plus de la moitié de ces récompenses de la guerre civile furent remises 20 ans ou plus après les faits). Vingt Afro-américains la reçurent avant lui. Comme ses actions sur le champ de bataille eurent lieu plus tôt que celles des autres soldats, il fut incorrectement cité comme le premier à recevoir la médaille,. Sa citation lit: 
 Lorsque le sergent garde du drapeau fut tué, ce soldat saisit le drapeau, ouvrit la voie vers le parapet et y planta le drapeau. Lorsque les troupes se replièrent, il enleva le drapeau, sous un feu acharné dans lequel il fut gravement blessé à deux reprises. 
 En 1901, peu de temps après la remise de sa médaille, une chanson est publiée sur ses exploits audacieux: " Boys the Old Flag Never Touched the Ground ".
Carney est décédé à l'hôpital de Boston (Boston City Hospital) le 9 décembre 1908, des complications d'un accident d'ascenseur au Massachusetts State House, où il travaillait pour le département d'État. Son corps fut exposé pendant une journée à Walden Banks, 142, Lenox Street, à la demande de sa femme et de sa fille. Il est enterré dans le caveau familial au cimetière d'Oak Grove à New Bedford. Une image de la médaille d'honneur est gravée sur sa pierre tombale.

## Hommages
Le visage de Carney apparaît sur le monument dédié à Robert Gould Shaw et le 54e régiment d'infanterie sur le Boston Common conçu par Augustus Saint Gaudens. Une école primaire de New Bedford porte son nom en son honneur . Sa maison de New Bedford au 128 Mill street est inscrite au Registre national des lieux historiques américains.
Sa statue, avec Milton Olive, fait partie du mémorial dédié aux récipiendaires afro-américains de la Medal of honour de la guerre du Vietnam à Wilmington dans le Delaware.
En 2015, Carney est honoré comme l'un des «hommes et femmes importants dans l'histoire de la Virginie» de la Bibliothèque de Virginie en raison de ses actions pendant la guerre civile américaine.